# Alizé Cornet

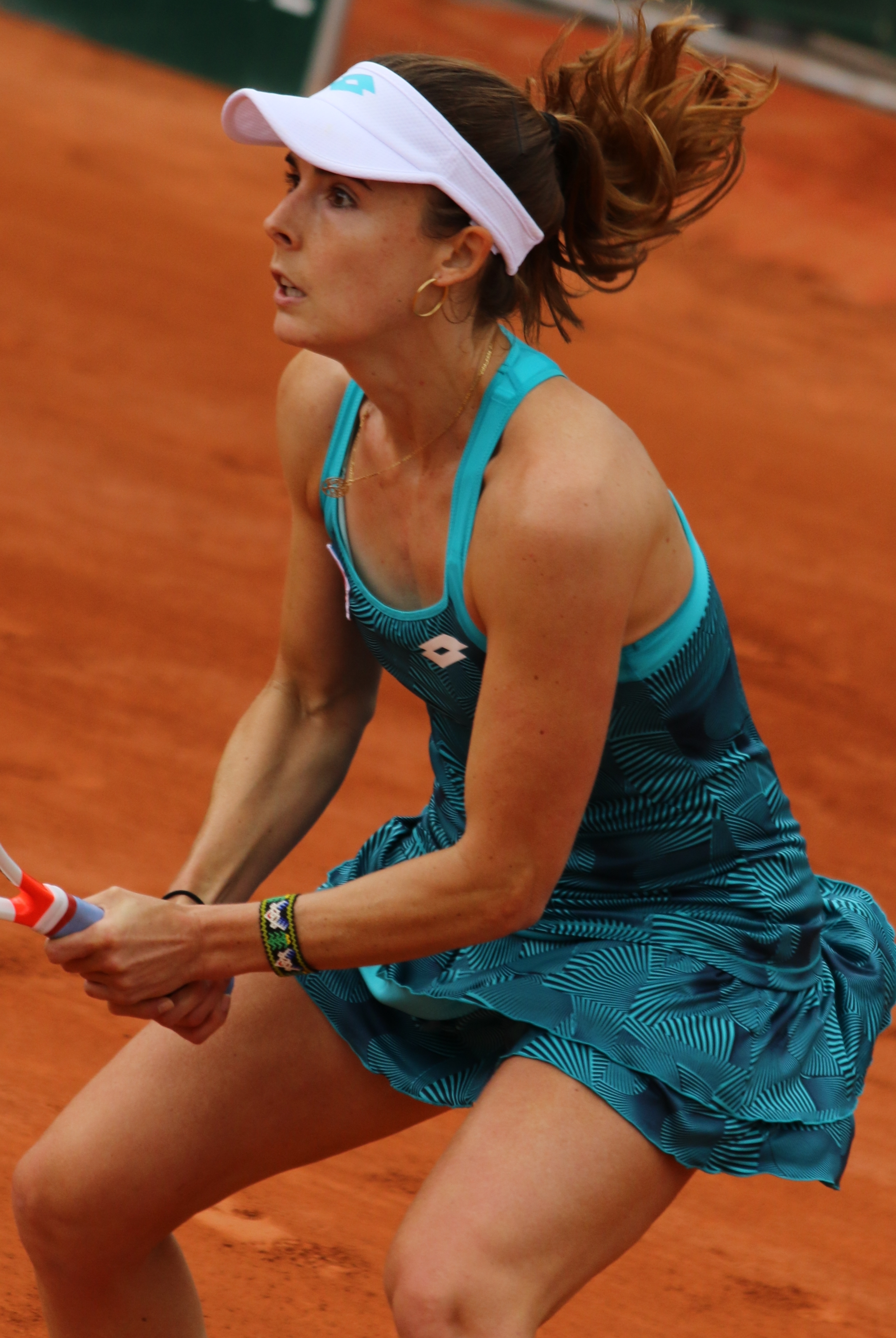
Roland Garros 2019

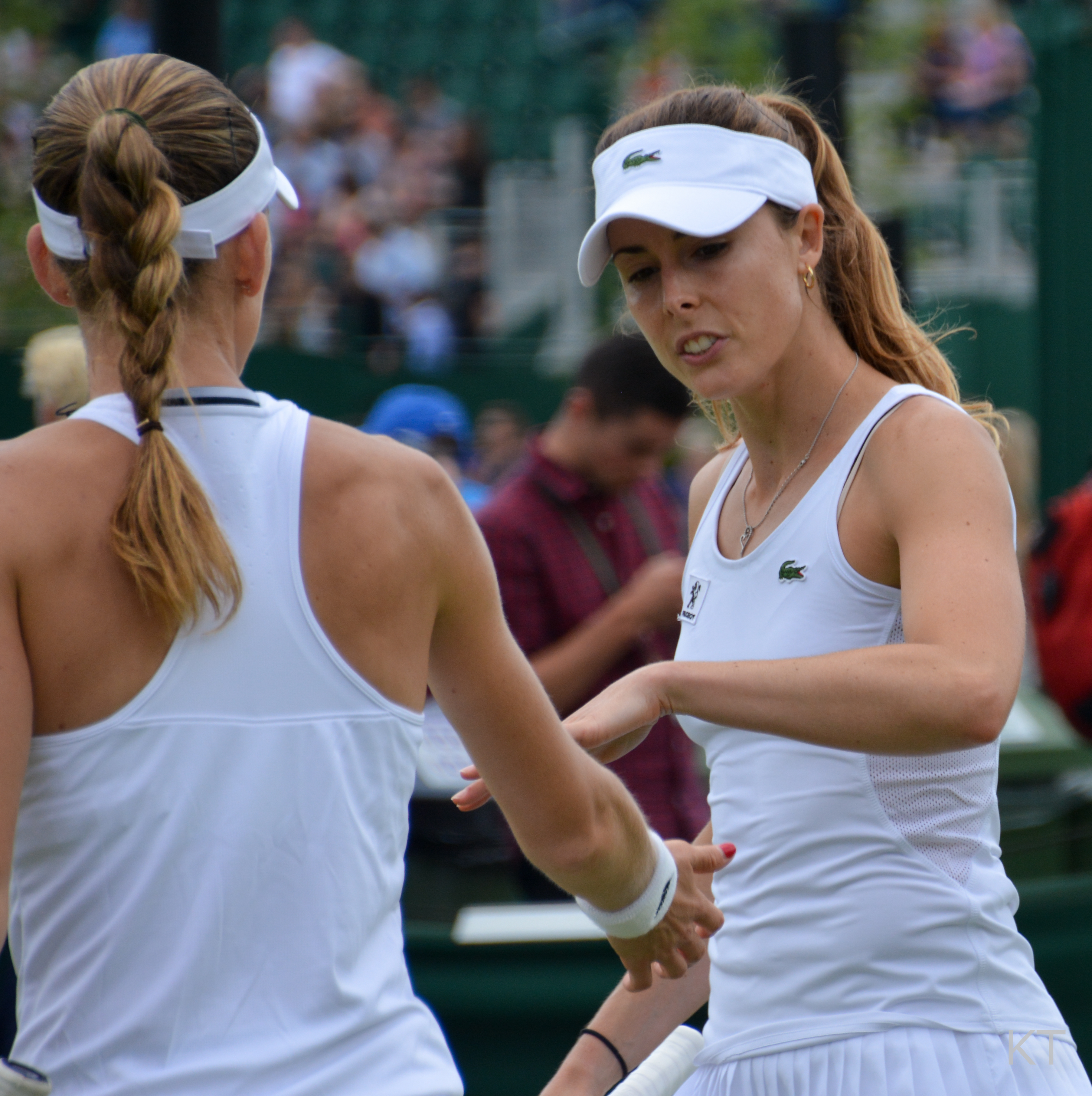
met Xenia Knoll, Wimbledon 2016

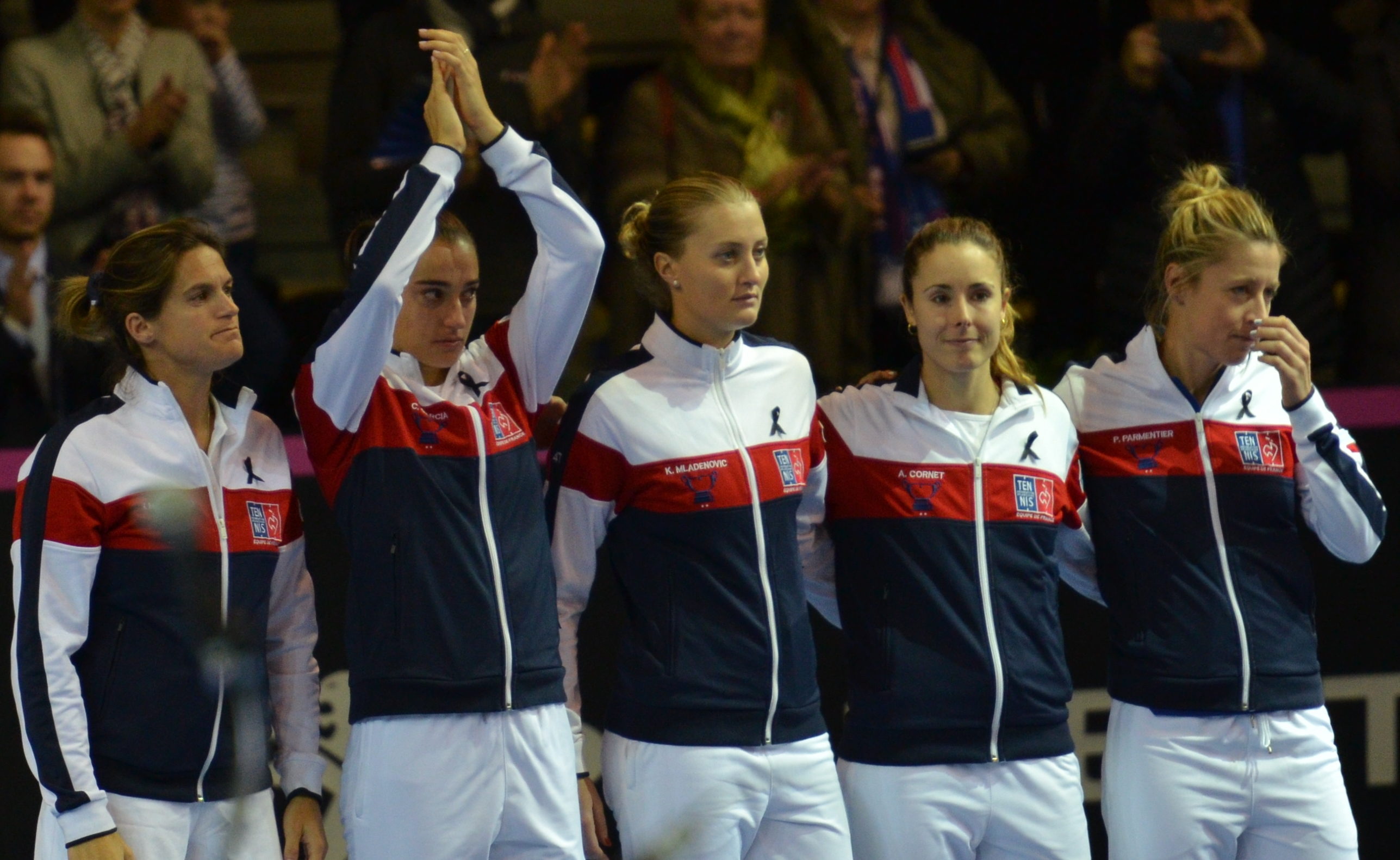
Fed Cup-finale 2016 – vlnr: Amélie Mauresmo (captain), Caroline Garcia, Kristina Mladenovic, Alizé Cornet en Pauline Parmentier

Alizé Cornet (Nice, 22 januari 1990) is een voormalig tennisspeelster uit Frankrijk. Zij speelt rechtshandig en heeft een tweehandige backhand. Haar favoriete ondergrond is gravel; daarop boekte zij ook de beste resultaten. Zij was actief in het internationale tennis van 2004 tot in 2024.

## Loopbaan

### 2004 – 2005
Cornet debuteerde in 2004 op het ITF-toernooi van Amiens (Frankrijk) – zij bereikte meteen de kwartfinale. Haar grandslamdebuut maakte zij tijdens Roland Garros van 2005. Zij was met een wildcard toegelaten tot het hoofdtoernooi en bereikte de tweede ronde, waarin zij verloor van Amélie Mauresmo met 0-6 en 2-6.

### 2008
Haar eerste succes boekte zij tijdens het WTA-toernooi van Acapulco, waar zij de finale bereikte. In mei bereikte zij de finale van een Tier I-toernooi, in Rome – zij versloeg in de derde ronde de Russin Svetlana Koeznetsova, destijds de nummer 3 van de wereld, en in de halve finale Anna Tsjakvetadze, destijds de nummer 6 van de wereld. In juli won zij haar eerste WTA-toernooi, in Boedapest.

### 2012 – 2014
In deze periode bereikte Cornet zesmaal een WTA-enkelspelfinale, waarvan zij er drie won. In Bad Gastein (2012) versloeg zij in de halve finale het derde reekshoofd Ksenija Pervak en in de finale de als tweede geplaatste Belgische Yanina Wickmayer. In Straatsburg (2013), waar zij in 2012 nog de eindstrijd had verloren, rekende zij in de finale af met de Tsjechische Lucie Hradecká. In Katowice (2014) schakelde zij het eerste reekshoofd Agnieszka Radwańska in de halve finale uit, om in de finale te zegevieren over de Italiaanse Camila Giorgi. Daarnaast won zij in de eerste week van 2014 de Hopman Cup, samen met Jo-Wilfried Tsonga – haar tegenstandster in de finale, de Poolse Agnieszka Radwańska, zou het jaar erna dit toernooi alsnog winnen.

### 2016 – 2017
In beide jaren maakte Cornet een sterke start. In 2016 won zij in januari het toernooi van Hobart – in de finale won zij van de Canadese Eugenie Bouchard. In 2017 bereikte zij de finale van het in de eerste week van het jaar gespeelde toernooi van Brisbane – hier moest zij haar meerdere erkennen in de Tsjechische Karolína Plíšková.

### 2018 – 2020
In 2018 won Cornet het WTA-toernooi van Gstaad – in de finale versloeg zij de Luxemburgse Mandy Minella. In 2019 bereikte zij de finale van het WTA-toernooi van Lausanne – haar landgenote Fiona Ferro eiste evenwel de titel op. In 2020 bereikte zij dan eindelijk ook op het US Open de vierde ronde, nadat zij op de drie andere grandslamtoernooien dit resultaat al minimaal vijf jaar eerder had geboekt.

### 2021 – 2022
In 2021 bereikte Cornet de finale van het WTA 250-toernooi van Chicago – zij verloor de eindstrijd van de Oekraïense Elina Svitolina. In juni 2022 bereikte Cornet de dubbelspelfinale in Berlijn, samen met de Zwitserse Jil Teichmann. In oktober bereikte zij in Monastir nog de enkelspelfinale, die zij verloor van de Belgische Elise Mertens.

### Algemeen
Haar beste resultaat op de grandslamtoernooien is het bereiken van de kwartfinale op het Australian Open 2022. Haar hoogste positie op de WTA-ranglijst is de elfde plaats, die zij bereikte in februari 2009.

### Tennis in teamverband
In de periode 2008–2023 maakte Cornet deel uit van het Franse Fed Cup-team – zij behaalde daar een winst/verlies-balans van 11–23. In 2016 bereikten zij de finale van Wereldgroep I, die zij verloren van de Tsjechische dames.
Driemaal nam zij deel aan de Hopman Cup: in 2009 met Gilles Simon, in 2014 met Jo-Wilfried Tsonga en in 2015 met Benoît Paire. In 2014 gingen zij en Tsonga met de beker naar huis.

## Posities op deWTA-ranglijst
Positie per einde seizoen:
| jaar | rang enkelspel | rang dubbelspel |
| ---- | -------------- | --------------- |
| 2004 | 861            | –               |
| 2005 | 308            | –               |
| 2006 | 189            | –               |
| 2007 | 57             | 364             |
| 2008 | 16             | 127             |
| 2009 | 50             | 186             |
| 2010 | 78             | 79              |
| 2011 | 89             | 86              |
| 2012 | 44             | 92              |
| 2013 | 27             | 174             |
| 2014 | 20             | 110             |
| 2015 | 43             | 108             |
| 2016 | 46             | 153             |
| 2017 | 38             | 115             |
| 2018 | 47             | 156             |
| 2019 | 60             | 111             |
| 2020 | 53             | 185             |
| 2021 | 59             | 280             |
| 2022 | 36             | 67              |
| 2023 | 118            | 317             |

## Palmares
| Legenda                | Legenda                  |
| ---------------------- | ------------------------ |
| Grandslamtoernooi      |                          |
| Olympische Spelen      |                          |
| Year-End Championships |                          |
| tot 2009               | 2009 – 2020 / vanaf 2021 |
| Tier I                 | Premier Mandatory        |
| Tier II                | Premier Five / WTA 1000  |
| Tier III               | Premier / WTA 500        |
| Tier IV & V            | International / WTA 250  |
|                        | Challenger / WTA 125     |

### Overwinningen op een regerend nummer 1
Cornet heeft viermaal een partij tegen een op dat ogenblik heersend leider van de wereldranglijst gewonnen:
| nr. | datum      | toernooi  | ronde        | tegenstandster  | score         |         |
| --- | ---------- | --------- | ------------ | --------------- | ------------- | ------- |
| 1.  | 2014-02-21 | WTA Dubai | halve finale | Serena Williams | 6-4, 6-4      | details |
| 2.  | 2014-06-28 | Wimbledon | derde ronde  | Serena Williams | 1-6, 6-3, 6-4 | details |
| 3.  | 2014-09-23 | WTA Wuhan | tweede ronde | Serena Williams | 5-6, opg.     | details |
| 4.  | 2022-07-02 | Wimbledon | derde ronde  | Iga Świątek     | 6-4, 6-2      | details |

### Record
Sinds 30 augustus 2022 (bij haar deelname aan het US Open 2022) houdt Cornet het record van het aantal opeenvolgende grandslamtoernooi-deelnames bij het vrouwenenkelspel, namelijk 69. Zij volgde daarmee de Japanse Ai Sugiyama op, die in de periode 1994–2009 een ononderbroken reeks van 62 deelnames realiseerde.

### WTA-finaleplaatsen enkelspel
| nr.              | finale     | toernooi        | ondergrond    | tegenstandster      | score         |         |
| ---------------- | ---------- | --------------- | ------------- | ------------------- | ------------- | ------- |
| gewonnen finales |            |                 |               |                     |               |         |
| 1.               | 2008-07-13 | WTA Boedapest   | gravel        | Andreja Klepač      | 7-6, 6-3      | details |
| 2.               | 2012-06-17 | WTA Bad Gastein | gravel        | Yanina Wickmayer    | 7-5, 7-6      | details |
| 3.               | 2013-05-25 | WTA Straatsburg | gravel        | Lucie Hradecká      | 7-6, 6-0      | details |
| 4.               | 2014-04-13 | WTA Katowice    | hardcourt (i) | Camila Giorgi       | 7-6, 5-7, 7-5 | details |
| 5.               | 2016-01-16 | WTA Hobart      | hardcourt     | Eugenie Bouchard    | 6-1, 6-2      | details |
| 6.               | 2018-07-22 | WTA Gstaad      | gravel        | Mandy Minella       | 6-4, 7-6      | details |
| verloren finales |            |                 |               |                     |               |         |
| 1.               | 2008-03-02 | WTA Acapulco    | gravel        | Flavia Pennetta     | 0-6, 6-4, 1-6 | details |
| 2.               | 2008-05-18 | WTA Rome        | gravel        | Jelena Janković     | 2-6, 2-6      | details |
| 3.               | 2012-05-26 | WTA Straatsburg | gravel        | Francesca Schiavone | 4-6, 4-6      | details |
| 4.               | 2014-02-22 | WTA Dubai       | hardcourt     | Venus Williams      | 3-6, 0-6      | details |
| 5.               | 2014-09-20 | WTA Guangzhou   | hardcourt     | Monica Niculescu    | 4-6, 0-6      | details |
| 6.               | 2017-01-07 | WTA Brisbane    | hardcourt     | Karolína Plíšková   | 0-6, 3-6      | details |
| 7.               | 2019-07-21 | WTA Lausanne    | gravel        | Fiona Ferro         | 1-6, 6-2, 1-6 | details |
| 8.               | 2021-08-28 | WTA Chicago     | hardcourt     | Elina Svitolina     | 5-7, 4-6      | details |
| 9.               | 2022-10-09 | WTA Monastir    | hardcourt     | Elise Mertens       | 2-6, 0-6      | details |

### WTA-finaleplaatsen dubbelspel
| nr.                                 | finale     | toernooi        | ondergrond    | partner            | tegenstandsters                        | score            |         |
| ----------------------------------- | ---------- | --------------- | ------------- | ------------------ | -------------------------------------- | ---------------- | ------- |
| gewonnen finales vrouwendubbelspel  |            |                 |               |                    |                                        |                  |         |
| 1.                                  | 2008-07-13 | WTA Boedapest   | gravel        | Janette Husárová   | Vanessa Henke Ioana Raluca Olaru       | 6-7, 6-1, [10-6] | details |
| 2.                                  | 2010-05-23 | WTA Straatsburg | gravel        | Vania King         | Alla Koedrjavtseva Anastasia Rodionova | 3-6, 6-4, [10-7] | details |
| 3.                                  | 2015-10-18 | WTA Hongkong    | hardcourt     | Jaroslava Sjvedova | Lara Arruabarrena Andreja Klepač       | 7-5, 6-4         | details |
| verloren finales vrouwendubbelspel  |            |                 |               |                    |                                        |                  |         |
| 1.                                  | 2011-08-27 | WTA Dallas      | hardcourt     | Pauline Parmentier | Alberta Brianti Sorana Cîrstea         | 5-7, 3-6         | details |
| 2.                                  | 2014-09-20 | WTA Guangzhou   | hardcourt     | Magda Linette      | Chuang Chia-jung Liang Chen            | 6-2, 6-7, [7-10] | details |
| 3.                                  | 2017-08-06 | WTA Stanford    | hardcourt     | Alicja Rosolska    | Abigail Spears Coco Vandeweghe         | 2-6, 3-6         | details |
| 4.                                  | 2022-06-19 | WTA Berlijn     | gras          | Jil Teichmann      | Storm Sanders Kateřina Siniaková       | 4-6, 3-6         | details |
| gewonnen finales gemengd dubbelspel |            |                 |               |                    |                                        |                  |         |
| 1.                                  | 2014-01-04 | Hopman Cup      | hardcourt (i) | Jo-Wilfried Tsonga | Agnieszka Radwańska Grzegorz Panfil    | 2–1              | details |

### Gewonnen ITF-toernooien enkelspel
| nr. | datum      | toernooi       | ondergrond | dotatie  | tegenstandster      | score         |
| --- | ---------- | -------------- | ---------- | -------- | ------------------- | ------------- |
| 1.  | 2006-04-23 | Bari           | gravel     | $ 25.000 | Tathiana Garbin     | 6-2, 3-6, 6-2 |
| 2.  | 2006-07-02 | Padova         | gravel     | $ 25.000 | Vanina García Sokol | 6-1, 6-4      |
| 3.  | 2007-07-22 | Dnepropetrovsk | gravel     | $ 50.000 | Stefanie Vögele     | 6-4, 6-3      |

### Gewonnen ITF-toernooien dubbelspel
| nr. | datum      | toernooi  | ondergrond | dotatie   | partner            | tegenstandsters in finale          | score    |
| --- | ---------- | --------- | ---------- | --------- | ------------------ | ---------------------------------- | -------- |
| 1.  | 2011-10-30 | Poitiers  | hardcourt  | $ 100.000 | Virginie Razzano   | Maria Kondratjeva Sophie Lefèvre   | 6-3, 6-2 |
| 2.  | 2012-05-20 | Praag     | gravel     | $ 100.000 | Virginie Razzano   | Akgul Amanmuradova Casey Dellacqua | 6-2, 6-3 |
| 3.  | 2012-07-22 | Boekarest | gravel     | $ 100.000 | Irina-Camelia Begu | Elena Bogdan Ioana Raluca Olaru    | 6-2, 6-0 |

## Resultaten grote toernooien
| Legenda | Legenda                          |
| ------- | -------------------------------- |
| g.t.    | geen toernooi gehouden           |
| l.c.    | lagere categorie                 |
| –       | niet deelgenomen                 |
| G       | uitgeschakeld in de groepsfase   |
| 1R      | uitgeschakeld in de eerste ronde |
| 2R      | uitgeschakeld in de tweede ronde |
| 3R      | uitgeschakeld in de derde ronde  |
| 4R      | uitgeschakeld in de vierde ronde |
| KF      | uitgeschakeld in de kwartfinale  |
| HF      | uitgeschakeld in de halve finale |
| F       | de finale verloren               |
| W       | het toernooi gewonnen            |
| w-v     | winst/verlies-balans             |

### Enkelspel
| toernooi            | 2005 | 2006 | 2007 | 2008 | 2009 | 2010 | 2011 | 2012 | 2013 | 2014 | 2015 | 2016 | 2017 | 2018 | 2019 | 2020 | 2021 | 2022 | 2023 | 2024 |
| ------------------- | ---- | ---- | ---- | ---- | ---- | ---- | ---- | ---- | ---- | ---- | ---- | ---- | ---- | ---- | ---- | ---- | ---- | ---- | ---- | ---- |
| grandslamtoernooien |      |      |      |      |      |      |      |      |      |      |      |      |      |      |      |      |      |      |      |      |
| Australian Open     | –    | 1R   | 1R   | 2R   | 4R   | 1R   | 3R   | 1R   | 2R   | 3R   | 3R   | 2R   | 2R   | 3R   | 2R   | 2R   | 2R   | KF   | 1R   | 1R   |
| Roland Garros       | 2R   | 2R   | 1R   | 3R   | 2R   | 1R   | 2R   | 1R   | 3R   | 2R   | 4R   | 3R   | 4R   | 2R   | 1R   | 2R   | 1R   | 3R   | 1R   | 1R   |
| Wimbledon           | –    | –    | 2R   | 1R   | 1R   | 1R   | 1R   | 2R   | 3R   | 4R   | 2R   | 3R   | 1R   | 1R   | 1R   | g.t. | 2R   | 4R   | 2R   |      |
| US Open             | –    | –    | 3R   | 3R   | 2R   | 1R   | 2R   | 2R   | 3R   | 3R   | 1R   | 1R   | 2R   | 1R   | 2R   | 4R   | 1R   | 3R   | 1R   |      |
| Premier Mandatory   |      |      |      |      |      |      |      |      |      |      |      |      |      |      |      |      |      |      |      |      |
| Indian Wells        | –    | –    | –    | –    | 2R   | 1R   | 3R   | –    | 2R   | 4R   | 3R   | –    | –    | 1R   | 1R   | g.t. |      |      |      |      |
| Miami               | –    | –    | –    | 1R   | 3R   | 2R   | 1R   | 1R   | 4R   | 3R   | 3R   | 2R   | 1R   | 2R   | 3R   | g.t. |      |      |      |      |
| Madrid              | l.c. | l.c. | l.c. | l.c. | 1R   | 1R   | –    | –    | 2R   | 1R   | 2R   | 2R   | 1R   | 1R   | 2R   | g.t. |      |      |      |      |
| Peking              | l.c. | l.c. | l.c. | l.c. | 2R   | –    | –    | 1R   | 1R   | 3R   | 1R   | 3R   | 3R   | 1R   | –    | g.t. |      |      |      |      |
| Premier Five        |      |      |      |      |      |      |      |      |      |      |      |      |      |      |      |      |      |      |      |      |
| Dubai/Doha          | l.c. | l.c. | l.c. | –    | 3R   | –    | –    | –    | –    | 1R   | 3R   | –    | –    | 2R   | 2R   | –    |      |      |      |      |
| Rome                | –    | –    | –    | F    | 2R   | –    | –    | –    | 1R   | 2R   | 1R   | 1R   | 2R   | –    | 2R   |      |      |      |      |      |
| Montréal/Toronto    | –    | –    | –    | –    | 1R   | –    | –    | –    | 3R   | 2R   | 3R   | 1R   | 1R   | 3R   | –    | g.t. |      |      |      |      |
| Cincinnati          | l.c. | l.c. | l.c. | l.c. | 1R   | –    | –    | –    | 2R   | 1R   | 1R   | 2R   | 2R   | 2R   | –    | 3R   |      |      |      |      |
| Tokio/Wuhan         | –    | –    | –    | 2R   | 1R   | –    | –    | 1R   | 1R   | KF   | 1R   | 1R   | KF   | 1R   | –    | g.t. |      |      |      |      |
| statistieken        |      |      |      |      |      |      |      |      |      |      |      |      |      |      |      |      |      |      |      |      |
| titels per jaar     | 0    | 0    | 0    | 1    | 0    | 0    | 0    | 1    | 1    | 1    | 0    | 1    | 0    | 1    | 0    |      |      |      |      |      |
| eindejaarsranking   | 308  | 189  | 57   | 16   | 50   | 78   | 89   | 44   | 27   | 20   | 43   | 41   | 38   | 47   | 60   |      |      |      |      |      |

### Vrouwendubbelspel
| toernooi        | 2006 | 2007 | 2008 | 2009 | 2010 | 2011 | 2012 | 2013 | 2014 | 2015 | 2016 | 2017 | 2018 | 2019 | 2020 | 2021 | 2022 | 2023 | 2024 |
| --------------- | ---- | ---- | ---- | ---- | ---- | ---- | ---- | ---- | ---- | ---- | ---- | ---- | ---- | ---- | ---- | ---- | ---- | ---- | ---- |
| Australian Open | –    | –    | 1R   | 2R   | 1R   | 1R   | 1R   | 1R   | 3R   | 1R   | 1R   | 2R   | 1R   | 3R   | 1R   | –    | 1R   | 1R   | –    |
| Roland Garros   | 1R   | 1R   | 2R   | 1R   | 2R   | 1R   | 1R   | 1R   | 1R   | 2R   | 2R   | 1R   | –    | 2R   | 1R   | –    | 1R   | 3R   | 1R   |
| Wimbledon       | –    | –    | 1R   | 1R   | –    | 1R   | 1R   | 2R   | 2R   | 1R   | 2R   | 1R   | 1R   | 3R   | g.t. | 1R   | 2R   | –    |      |
| US Open         | –    | –    | 1R   | 1R   | 1R   | –    | 1R   | 2R   | 1R   | 1R   | 1R   | 1R   | 1R   | 1R   | –    | 2R   | 1R   | 1R   |      |

### Gemengd dubbelspel
| Australian Open | –  | 2R | –  | –  | KF | –  | –  | –  | –  | –  | –  | –  | –  | –  | –  |
| Roland Garros   | 1R | 1R | 2R | 2R | –  | 1R | –  | KF | –  | 2R | 1R | 1R | –  | 1R | 1R |
| Wimbledon       | –  | –  | –  | 1R | –  | –  | 3R | –  | 2R | –  | 1R | –  | KF | –  |    |
| US Open         | –  | –  | –  | –  | 1R | –  | 2R | –  | –  | –  | –  | –  | –  | –  |    |